# Copa Latina (fútbol)
La Copa Latina (en francés, Coupe Latine; en inglés, Latin Cup), fue una competición oficial futbolística europea organizada por las principales federaciones latinas de Europa: Federación Italiana de Fútbol (FIGC), la Federación Francesa de Fútbol (FFF), la Federación Portuguesa de Fútbol (FPF) y la Real Federación Española de Fútbol (RFEF). También denominada por tal motivo como Copa Europea Latina, fue disputada bajo los reglamentos y formatos oficiales de las cuatro federaciones y contó con la autorización y reconocimiento de la FIFA.
El torneo se disputó entre 1949 y 1957 y enfrentaba a los campeones de las ligas de Francia, Italia, Portugal y España. La UEFA la considera, junto con la Copa Mitropa y la Copa de las Naciones, como un precedente oficial de las competiciones europeas a nivel de clubes y como competición precursora de la Copa de Europa, siendo contabilizada por la FIFA dentro de los respectivos palmarés de clubes.
Reconocida después ya que en la época no existía el organismo continental europeo (UEFA), circunstancia que no sucedió hasta 1954, motivo por el que eran las federaciones nacionales las encargadas de este tipo de cometidos, estando a su vez, a instancias de la FIFA. Sin embargo, pese a que con el transcurrir de las ediciones y el tiempo se les reconociesen los éxitos a los clubes vencedores, surgió como una competición entre las federaciones, representadas por clubes.
La competición tuvo un gran prestigio por ser la primera gran competición internacional europea que enfrentaba a los campeones de las ligas nacionales de los países latinos europeos, y fue considerada la segunda competición más importante de Europa tras la Copa Mitropa, concebida con anterioridad y frente a conjuntos de los países del centro e Italia. Esta última no se disputó entre 1940 y 1954 por inicio de las hostilidades e inmigraciones y emigraciones internacionales y por la Segunda Guerra Mundial y sus consecuencias para la Europa Central. Por eso la Copa Latina en sus años primeros fue la única competición internacional europea en fútbol en general, pasando en ese momento a convertirse en la competición más prestigiosa de Europa.
Se disputaba cada año en una sede diferente, en uno de los cuatro países participantes. Un sorteo decidía los emparejamientos de las dos semifinales antes de la final, mientras que los perdedores disputaban el partido por el tercer o cuarto puesto.
La competición dejó de disputarse en 1957 tras la consolidación de la Copa de Europa organizada por la UEFA desde 1955. Sin embargo, el reconocimiento que obtuvo propició que se crease la Copa Latina de baloncesto.

## Historia

### Antecedentes y primer ciclo

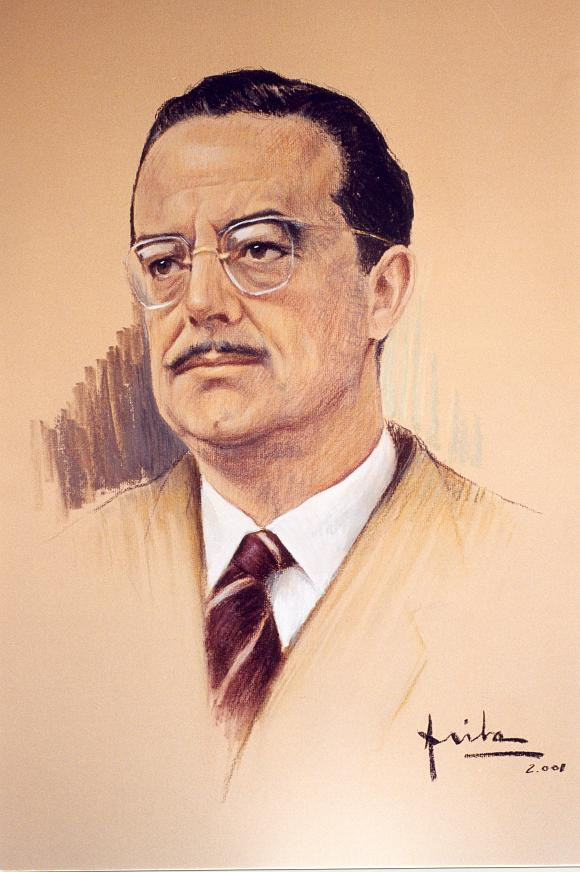
Armando Muñoz, presidente de la FEF, impulsor de la competición.

Pese a que estuvo organizada por cuatro federaciones, la idea de la Copa Latina nació en España. Fue en 1925 cuando un periodista español, Alberto Martín Fernández, sugirió la creación de una competición que enfrentase a los mejores clubes a nivel europeo. Con la Challenge-Cup celebrada entre 1897 y 1911 en el Imperio austrohúngaro como único precedente de tal nivel —debido a las circunstancias particulares de dicho estado—, y con muchos de los grandes clubes de Europa organizando partidos amistosos contra otras sociedades extranjeras, una competición de tal calibre daría un impulso enorme a un deporte que comenzaba a dar los primeros pasos hacia la profesionalización. Años después, y durante su etapa como jefe de prensa de la Delegación Nacional de Deportes presidida por el general Moscardó, insistió en la idea. Moscardó se dirigió entonces al presidente de la Federación Española, Armando Muñoz Calero, para que iniciase las gestiones.
Previamente y poco tiempo después de que se sugiriese por primera vez su creación, surgió rápidamente en 1927 una iniciativa similar en la Europa Central. La denominada como Copa Mitropa y oficialmente Copa de Europa Central, fue auspiciada por la FIFA —el máximo organismo futbolístico— bajo iniciativa del austríaco Hugo Meisl, quien en ese momento era directivo de la FIFA, además de secretario general de la Asociación Austríaca (en alemán: Österreichischer Fußball-Bund). En ella tomarían parte equipos de los países del Danubio más Italia y adquirió un gran prestigio.
La idea de la Copa Latina, de igual modo, era enfrentar en un torneo rápido antes de las vacaciones de verano a los campeones de los campeonatos nacionales de liga de Portugal, España, Francia e Italia, países por los que recibió su denominación. La Federación Española consiguió implicar a los otros tres países y dio comienzo por fin al finalizar la temporada 1948-49. Cabe resaltar que en la época Europa no contaba con una federación continental que se hiciese cargo de torneos y competencias, siendo las propias federaciones nacionales las que tomasen las decisiones y promoviesen eventos según sus pautas. No fue hasta 1954 cuando surgiese tal estamento, la Unión de Asociaciones Europeas de Fútbol (UEFA).
Se decidió en primera instancia que se jugase en ciclos de cuatro años bajo un sistema eliminatorio y que se celebrase cada año en un país. A la federación del club ganador se le otorgarían 4 puntos, 3 a la del finalista, 2 a la del tercero y 1 a la del cuarto. Al final del ciclo se sumarían los puntos y se declararía vencedora a la federación que más puntos tuviera. Es por ello que en sus inicios no fuese concebida como una competición anual de clubes, pues, sino cuatrienal de federaciones, por vía interpuesta del club campeón correspondiente, siendo el organismo nacional quien recibiese el trofeo al cabo de cada ciclo, otorgándole al club vencedor una réplica de menor escala.
La suerte decidió que el impulsor del certamen, España, fuese el organizador de la primera edición con dos sedes, Madrid y Barcelona, tras una reunión celebrada en esta última ciudad entre miembros de las distintas federaciones y estamentos de cada país. Bajo el reglamento FIFA, arrancó el 20 de junio de 1949 con el enfrentamiento entre el Sporting Clube de Portugal y la Associazione Calcio Torino en el Nuevo Estadio Chamartín que finalizó con victoria lisboeta por 3-1. Los turineses, quienes habían sufrido una tragedia aérea el 3 de mayo, participaron como campeones italianos jugando las últimas jornadas de su campeonato con juveniles, al igual que este torneo. La otra semifinal la disputaron en el Campo de Las Cortes el Stade de Reims y el Club de Fútbol Barcelona, campeones francés y español respectivamente. Dicho encuentro se acogió con el mayor interés ya que hacía apenas una semana que la selección española había derrotado a la selección francesa por un contundente 1-5 en Colombes, por lo que se vislumbró con ánimos de revancha por parte gala. Sin embargo los franceses sucumbieron por 5-0. La final en la capital Madrid fue ganada por los barcelonistas tras imponerse por 2-1 al campeón portugués.
Tras la conclusión, tuvo una buena acogida y se iniciaron las gestiones para la siguiente edición. Portugal, por sorteo, fue la encargada de acogerla. Sin embargo, era año de Copa Mundial de selecciones —a celebrarse en Brasil— por lo que muchos jugadores de los campeones de liga fueron convocados y no podrían asistir. Por tal modo, muchos de ellos rehusaron participar, corriendo así el turno entre los siguientes clasificados. En Italia acabó por ir la Società Sportiva Lazio, cuarto clasificado italiano, mientras que en España, al campeón Atlético de Madrid, se le admitió que se reforzara con cesiones temporales de futbolistas de otros equipos en sustitución de sus internacionales. Pese a ello perdió su primer encuentro ante el Football Club des Girondins de Bordeaux en Oeiras por 4-1 y finalizó tercero tras ganar a los italianos. Los locales del Sport Lisboa e Benfica se proclamaron campeones tras vencer a los galos por un 2-1 en la prórroga del partido de desempate.
En la edición italiana de 1951 el único campeón que no participó fue el francés, el Olympique Gymnaste Club de Nice que fue reemplazado por el subcampeón Lille Olympique Sporting Club. Repetían por España los atléticos que se encontraban en grandes años con Helenio Herrera en el banquillo y Larby Ben Barek, Henry Carlsson y Adrián Escudero entre otros sobre el terreno de juego. Enfrente estaba una Associazione Calcio Milan que empezaba a dar signos del gran equipo que llegó a ser en la época y que jugaría como local. En sus filas destacaba especialmente el trío de atacantes suecos formado por Gunnar Gren, Gunnar Nordahl y Nils Liedholm —delantera conocida como «Gre-No-Li»—, y que terminó por arrasar. Una victoria por 4-1 frente a los españoles y un 5-0 en la final de San Siro frente a los galos les catalogaba oficiosamente como el mejor club sudeuropeo del momento. Los rojiblancos finalizaron nuevamente terceros tras derrotar al S. C. Portugal.
En 1952 se cerraba el primer ciclo, disputándose en la región que faltaba, Francia, y acudieron todos los campeones. Es el año de un C. F. Barcelona liderado por Ladislao Kubala y dirigido por su suegro Ferdinand Daučík y que fue conocido posteriormente como el «Barça de las cinco copas». Tras vencer 4-2 a la Juventus Football Club se proclamó vencedor al derrotar por 1-0 al O. G. C. Nice.
España acumulaba dos victorias finales, adjudicándose así el primer trofeo en liza en propiedad al acumular 12 puntos. Francia, sin títulos cerró su clasificación del ciclo con diez puntos, uno por delante de los logrados por Portugal e Italia, que sin embargo consiguieron las dos victorias restantes.

### Ocaso tras un complicado segundo ciclo
El segundo ciclo arrancó en 1953, en Portugal, con un contratiempo inicial: el campeón luso, el C. S. Portugal solicitó adelantar las fechas previstas para poder así acudir también a su habitual cita internacional del Torneo Octogonal Rivadavia Corrêa Meyer de Río de Janeiro, la competición sucesora de la Copa Río. Francia e Italia no pusieron problemas, pero en España era cuando se jugaba el Campeonato de España de Copa. Se decidió esperar al enfrentamiento de octavos entre el C. F. Barcelona (vigente campeón de liga) y el Valencia Club de Fútbol (vigente subcampeón) para dirimir quien acudiría a la Copa Latina. El que resultara vencido, al no continuar en la competición dispondría de fechas libres, por lo que se decidió que fuese éste quien acudiese. Fueron así los valencianistas los terceros en representar a España, quedando en último lugar. Francia conquistó su primer título merced a la victoria por 3-0 de un Stade de Reims liderado por Raymond Kopa ante la A. C. Milan, que sustituyó al Football Club Internazionale.
Se llegó así a la siguiente edición que coincidía con una nueva Copa del Mundo de selecciones. Para evitar los problemas precedentes decidió suspenderse hasta el año posterior. Francia fue la anfitriona de un torneo que vio por primera vez a Alfredo Di Stéfano, figura internacional y considerado como uno de los mejores futbolistas del momento. Su equipo, el Real Madrid Club de Fútbol se proclamó vencedor tras eliminar al Clube de Futebol Os Belenenses —subcampeón portugués— y vencer en la final al Stade de Reims por 2-0. Fue la consagración internacional de un joven Paco Gento, con una participación notable, junto al que él y Di Stéfano se formaría uno de los mejores equipos.
Para la fecha, el diario francés L'Équipe junto con la colaboración de otras sociedades y finalmente bajo el auspicio de la UEFA, habían iniciado las gestiones para organizar una competición internacional de clubes que incluyese a todas las federaciones del continente europeo. Nació así la Copa de Clubes Campeones de Europa que con el tiempo terminó por ensombrecer tanto a la Copa Latina como a la Copa Mitropa, hasta la fecha las únicas competiciones similares existentes.

“1.er projet de L'Équipe: fevrier 1955.
Projet d'un règlement d'une Coupe d'Europe de football
1.º Une compétition de football réservé aux grandes équipes européennes est organisée, a partir de la saison 1955-56, par le journal L'Équipe. Elle a nom "Coupe d'Europe de L'Equipe" et dotée d'un objet d'art par le journal organisateur. Se prendront part à cette compétition que les équipes invitées par les organisateurs. Une Commission d'Organisation, où entreront des représentants des grandes associations européennes, aura tout pouvoir pour appliquer le présent règlement.”

“1.er proyecto de L'Équipe: febrero de 1955.
Proyecto de un reglamento de una Copa de Europa de fútbol
Una competición de fútbol reservada para los grandes equipos europeos se organiza, a partir de la temporada 1955-56, por el diario L'Équipe. Ella tiene el nombre de "Copa de Europa de L'Équipe" y dotada con un objeto de arte por el diario organizador. Tomarán parte en esta competición los equipos invitados por los organizadores. Un Comité Organizador, donde entrarán los representantes de las principales asociaciones europeas, tendrá facultades para hacer cumplir el presente reglamento.”
Gabriel Hanot. Extracto del borrador del primer reglamento. Febrero de 1955. París

Finalmente fueron dieciocho los equipos que respondieron y apoyaron esta nueva iniciativa —uno por cada territorio representado—, acudiendo por invitación. Suiza, España, Portugal, Yugoslavia, Austria, Países Bajos, Italia, Protectorado del Sarre, Dinamarca, Francia, Hungría, Bélgica, Suecia, Polonia, Alemania y Escocia fueron los representantes finales a un torneo que contó con notables equipos ausentes en esta primera edición debido a la falta de consolidación de la recién creada UEFA para darle proyección suficiente y la indiferencia de la Federación Internacional de Fútbol Asociación (FIFA) con el incipiente torneo. Entre ellos, la Unión Soviética, Checoslovaquia e Inglaterra no contendieron finalmente, siendo la más notable la no comparecencia de un equipo inglés y cuyo honor debía recaer en el Chelsea Football Club, vigente campeón, pero The Football Association instó al club a no participar por diversos motivos siendo reemplazados por el representante polaco. Así, la competición no contó con un representante inglés después de que ellos y en especial el Wolverhampton Wanderers Football Club fuesen indirectamente los finales impulsores del torneo. El equipo del Midlands Occidental era considerado en la época como uno de los mejores equipos. Estos, tras vencer en un partido amistoso al Budapesti Honvéd Sport Egyesület —equipo formado casi en su totalidad por los «magiares mágicos» integrantes de la temible selección húngara y otra de las referencias— fueron proclamados por la prensa inglesa como los «campeones del mundo», provocando un impulso final para la creación de la competición.
Los contendientes de la competición latina decidieron completar el ciclo a la espera de cómo se desarrollaban los acontecimientos acudiendo paralelamente a ambos torneos.
Se inició tras la finalización del nuevo torneo continental, que vio como el Real Madrid C. F. vencía proclamándose campeón. Mientras, en la cita latina de Italia, el Atlético de Bilbao fue el representante hispano acudiendo con la vitola del doblete tras conquistar liga y copa con el veterano Piru Gaínza como referente. Tras ganar 2-0 al O. G. C. Nice cayó en al final ante la fuerte A. C. Milan por 3-1, y que venía de caer frente a los madridistas en las semifinales de la Copa de Europa. Curiosamente, tres de los semifinalistas de aquella primera edición fueron participantes de la Copa Latina en alguna ocasión mostrando su fortaleza en el fútbol europeo.
Se llegó así a la edición de 1957, que le tocaba organizar a España, y que cerraba el ciclo. De nuevo el «Real Madrid C. F. de Di Stéfano», reforzado con el francés Raymond Kopa del Stade de Reims fue el representante ibérico tras vencer el campeonato liguero, llegando de proclamarse campeón nuevamente al conquistar su segunda Copa de Europa. Sucedió lo mismo con la Copa Latina, en su propio estadio, derrotando por 5-1 a la A. C. Milan y por 1-0 al S. L. Benfica. La Association Sportive de Saint-Étienne finalizó cuarta para sumar un punto para Francia que terminó el ciclo con 9 y una victoria final, por delante de los 8 de los portugueses que se quedaron sin lograrla. Vencedora fue nuevamente la Federación Española con 12 puntos y dos finales vencidas por delante de la conseguida por Italia y sus 11 puntos.
Tras este último torneo se decidió no continuar debido a la magnitud y repercusión que estaba adquiriendo la Copa de Europa —que cada edición sumaba más participantes y que contaba con el reconocimiento de la UEFA—, además de aligerar así un ya cargado calendario de partidos.

## Historial
| Temporada               | Sede                    | Campeón                 | Resultado               | Subcampeón                  | Tercer puesto           | Resultado               | Cuarto puesto           |
| Copa Latina (1.º ciclo) | Copa Latina (1.º ciclo) | Copa Latina (1.º ciclo) | Copa Latina (1.º ciclo) | Copa Latina (1.º ciclo)     | Copa Latina (1.º ciclo) | Copa Latina (1.º ciclo) | Copa Latina (1.º ciclo) |
| ----------------------- | ----------------------- | ----------------------- | ----------------------- | --------------------------- | ----------------------- | ----------------------- | ----------------------- |
| 1948-49                 | España                  | C. F. Barcelona         | 2–1                     | S. C. Portugal              | A. C. Torino            | 5-3                     | Stade de Reims          |
| 1949-50                 | Portugal                | S. L. Benfica           | 3–3, 2–1                | F. C. Girondins de Bordeaux | Atlético de Madrid      | 2-1                     | S. S. Lazio             |
| 1950-51                 | Italia                  | A. C. Milan             | 5–0                     | Lille O. S. C.              | Atlético de Madrid      | 3-1                     | S. C. Portugal          |
| 1951-52                 | Francia                 | C. F. Barcelona         | 1–0                     | O. G. C. Nice               | Juventus F. C.          | 3-2                     | S. C. Portugal          |
| Copa Latina (2.º ciclo) |                         |                         |                         |                             |                         |                         |                         |
| 1952-53                 | Portugal                | Stade de Reims          | 3–0                     | A. C. Milan                 | S. C. Portugal          | 4-1                     | Valencia C. F.          |
| 1953-54                 |                         | Edición pospuesta       | Edición pospuesta       | Edición pospuesta           |                         |                         |                         |
| 1954-55                 | Francia                 | Real Madrid C. F.       | 2–0                     | Stade de Reims              | A. C. Milan             | 3-1                     | C. F. Belenenses        |
| 1955-56                 | Italia                  | A. C. Milan             | 3–1                     | Athletic Club               | S. L. Benfica           | 2-1                     | O. G. C. Nice           |
| 1956-57                 | España                  | Real Madrid C. F.       | 1–0                     | S. L. Benfica               | A. C. Milan             | 4-3                     | A. S. Saint-Étienne     |

### Palmarés
| Equipo                      | Títulos        | Subtítulos | Tercero        | Cuarto         |
| --------------------------- | -------------- | ---------- | -------------- | -------------- |
| A. C. Milan                 | 2 (1951, 1956) | 1 (1953)   | 2 (1955, 1957) |                |
| C. F. Barcelona             | 2 (1949, 1952) | -          | -              | -              |
| Real Madrid C. F.           | 2 (1955, 1957) | -          | -              | -              |
| S. L. Benfica               | 1 (1950)       | 1 (1957)   | 1 (1956)       | -              |
| Stade de Reims              | 1 (1953)       | 1 (1955)   | -              | 1 (1949)       |
| S. C. Portugal              | -              | 1 (1949)   | 1 (1953)       | 2 (1951, 1952) |
| O. G. C. Nice               | -              | 1 (1952)   | -              | 1 (1956)       |
| F. C. Girondins de Bordeaux | -              | 1 (1950)   | -              | -              |
| Lille O. S. C.              | -              | 1 (1951)   | -              | -              |
| Athletic Club               | -              | 1 (1956)   | -              | -              |
| Atlético de Madrid          | -              | -          | 2 (1950, 1951) | -              |
| A. C. Torino                | -              | -          | 1 (1949)       | -              |
| Juventus F. C.              | -              | -          | 1 (1952)       | -              |
| S. S. Lazio                 | -              | -          | -              | 1 (1950)       |
| Valencia C. F.              | -              | -          | -              | 1 (1953)       |
| C. F. Belenenses            | -              | -          | -              | 1 (1955)       |
| A. S. Saint-Étienne         | -              | -          | -              | 1 (1957)       |

Datos actualizados:Última edición del torneo.
Nombres y banderas según la época.

### Títulos por federación
La Federación Española se adjudicó los dos trofeos en disputa de los que contó el certamen merced sobre todos a los cuatro campeonatos logrados por sus clubes representantes. Por detrás con dos victorias de sus equipos finalizó la Federazione Italiana Giuoco Calcio, mientras que los equipos franceses y portugueses conquistaron una única edición cada uno.
| País           | Títulos | Finales | Clubes campeones                          |
| -------------- | ------- | ------- | ----------------------------------------- |
| España (RFEF)  | 4       | 5       | C. F. Barcelona (2), Real Madrid C. F (2) |
| Italia (FIGC)  | 2       | 3       | A. C. Milan (2)                           |
| Francia (FFF)  | 1       | 5       | Stade de Reims (1)                        |
| Portugal (FPF) | 1       | 3       | S. L. Benfica (1)                         |

Datos actualizados:Última edición del torneo.

## Estadísticas

### Clasificación histórica
Los 14 puntos logrados por la Associazione Calcio Milan le sitúan como líder la clasificación histórica de la competición entre los 17 equipos que alguna vez han participado en la misma. 5 puntos por debajo se encuentra el segundo clasificado, el portugués Sport Lisboa e Benfica, quien a su vez se sitúa 1 punto por encima de los terceros, el Fútbol Club Barcelona y el Real Madrid Club de Fútbol.
En cuanto a las federaciones, otorgándose cuatro puntos al vencedor, tres al finalista, dos al tercero y uno al último de los equipos contendientes en cada edición, la española encabezó la tabla con 24 puntos seguido de los 20 de la italiana.
| Pos | Club                        | Temporadas | Pts. | PJ | PG | PE | PP | GF | GC | Dif. | Títulos |
| --- | --------------------------- | ---------- | ---- | -- | -- | -- | -- | -- | -- | ---- | ------- |
| 1   | A. C. Milan                 | 5          | 14   | 10 | 7  | 0  | 3  | 30 | 22 | +8   | 2       |
| 2   | S. L. Benfica               | 3          | 9    | 7  | 4  | 1  | 2  | 13 | 10 | +3   | 1       |
| 3   | C. F. Barcelona             | 2          | 8    | 4  | 4  | 0  | 0  | 12 | 3  | +9   | 2       |
| =   | Real Madrid C. F.           | 2          | 8    | 4  | 4  | 0  | 0  | 10 | 1  | +9   | 2       |
| 5   | Stade de Reims              | 3          | 6    | 6  | 3  | 0  | 3  | 11 | 15 | -4   | 1       |
| 6   | S. C. Portugal              | 4          | 5    | 9  | 2  | 1  | 6  | 21 | 25 | -4   | –       |
| 7   | C. Atlético de Madrid       | 2          | 4    | 4  | 2  | 0  | 2  | 8  | 10 | -2   | –       |
| 8   | F. C. Girondins de Bordeaux | 1          | 3    | 3  | 1  | 1  | 1  | 8  | 7  | +1   | –       |
| =   | Lille O. S. C.              | 1          | 3    | 3  | 1  | 1  | 1  | 7  | 10 | -3   | –       |
| 10  | A. C. Torino                | 1          | 2    | 2  | 1  | 0  | 1  | 6  | 6  | 0    | –       |
| =   | Athletic Club               | 1          | 2    | 2  | 1  | 0  | 1  | 3  | 3  | 0    | –       |
| =   | Juventus F. C.              | 1          | 2    | 2  | 1  | 0  | 1  | 5  | 6  | -1   | –       |
| =   | O. G. Z. Niza               | 2          | 2    | 4  | 1  | 0  | 3  | 5  | 7  | -2   | –       |
| 14  | A. S. Saint-Étienne         | 1          | 0    | 2  | 0  | 0  | 2  | 3  | 5  | -2   | –       |
| =   | Valencia C. F.              | 1          | 0    | 2  | 0  | 0  | 2  | 2  | 6  | -4   | –       |
| =   | S. S. Lazio                 | 1          | 0    | 2  | 0  | 0  | 2  | 1  | 5  | -4   | –       |
| =   | C. F. Os Belenenses         | 1          | 0    | 2  | 0  | 0  | 2  | 1  | 5  | -4   | –       |

| Pos | Federación           | Campeones | Pts. | PJ | PG | PE | PP | GF | GC | Dif. | Títulos |
| --- | -------------------- | --------- | ---- | -- | -- | -- | -- | -- | -- | ---- | ------- |
| 1   | España (R. F. E. F.) | 4         | 24   | 16 | 11 | 0  | 5  | 35 | 23 | +12  | 2       |
| 2   | Italia (F. I. G. C.) | 2         | 20   | 16 | 9  | 0  | 7  | 42 | 39 | +3   | –       |
| 3   | Francia (F. F. F.)   | 1         | 19   | 18 | 6  | 2  | 10 | 34 | 44 | -10  | –       |
| 4   | Portugal (F. P. F.)  | 1         | 17   | 18 | 6  | 1  | 11 | 35 | 40 | -5   | –       |

### Tabla histórica de goleadores
Los máximos goleadores del torneo son el sueco Gunnar Nordahl y el portugués Manuel Vasques con siete goles, seguidos del también luso João Martins con seis goles, siendo además los únicos jugadores en sobrepasar la barrera de los cinco goles en la corta historia de la competición junto al francés André Strappe.
En cuanto a los jugadores con mejor promedio anotador de la competición cabe resaltar al ya mencionado Strappe con 1,67 goles por partido, y al luso Fernando Peyroteo y al italiano Giampiero Boniperti ambos con 1,50. Sin embargo, es el italiano Mario Renosto con un promedio de tres goles por encuentro quien encabeza la estadística, siendo anotados todos sus goles en una única aparición.
Nota: nombres y banderas según la época.

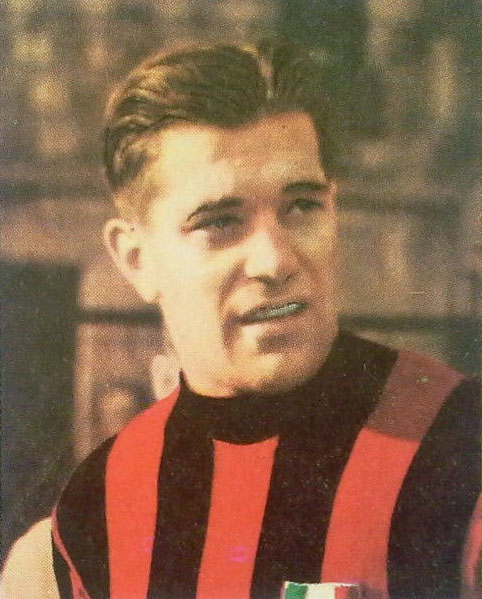
Gunnar Nordahl, máximo goleador histórico de la competición.

| Pos. | Jugador             | G. | Part. | Prom. | Debut   | Equipo                          |
| ---- | ------------------- | -- | ----- | ----- | ------- | ------------------------------- |
| 1    | Gunnar Nordahl      | 7  | 6     | 1.17  | 1950-51 | AC Milan                        |
| =    | Manuel Vasques      | 7  | 9     | 0.78  | 1948-49 | Sporting CP                     |
| 3    | João Martins        | 6  | 5     | 1.20  | 1948-49 | Sporting CP                     |
| 4    | André Strappe       | 5  | 3     | 1.67  | 1950-51 | Lille OSC                       |
| 5    | Fernando Peyroteo   | 3  | 2     | 1.50  | 1948-49 | Sporting CP                     |
| =    | Giampiero Boniperti | 3  | 2     | 1.50  | 1951-52 | Juventus FC                     |
| =    | Arsénio Duarte      | 3  | 3     | 1.00  | 1949-50 | SL Benfica                      |
| =    | André Doye          | 3  | 3     | 1.00  | 1949-50 | FC Girondins de Bordeaux        |
| =    | Édouard Kargu       | 3  | 3     | 1.00  | 1949-50 | FC Girondins de Bordeaux        |
| =    | Pepe Schiaffino     | 3  | 3     | 1.00  | 1954-55 | AC Milan                        |
| =    | Henry Carlsson      | 3  | 4     | 0.75  | 1949-50 | Atlético de Madrid              |
| =    | Estanislao Basora   | 3  | 4     | 0.75  | 1948-49 | CF Barcelona                    |
| =    | César Rodríguez     | 3  | 4     | 0.75  | 1948-49 | CF Barcelona                    |
| =    | Paco Gento          | 3  | 4     | 0.75  | 1954-55 | Real Madrid CF                  |
| =    | Eduardo Ricagni     | 3  | 4     | 0.75  | 1954-55 | AC Milan                        |
| =    | Raymond Kopa        | 3  | 6     | 0.50  | 1952-53 | Stade de Reims / Real Madrid CF |
| =    | Nils Liedholm       | 3  | 9     | 0.33  | 1952-53 | AC Milan                        |
| =    | Mario Renosto       | 3  | 1     | 3.00  | 1950-51 | AC Milan                        |